# Wetalth Ridge
Wetalth Ridge är en ås i Kanada.   Den ligger i provinsen British Columbia, i den centrala delen av landet, 3 900 km väster om huvudstaden Ottawa. Wetalth Ridge ingår i Spectrum Range.
Trakten runt Wetalth Ridge består i huvudsak av gräsmarker. Trakten runt Wetalth Ridge är nära nog obefolkad, med mindre än två invånare per kvadratkilometer.